# Coniophanes bipunctatus
Coniophanes bipunctatus är en ormart som beskrevs av Günther 1858. Coniophanes bipunctatus ingår i släktet Coniophanes och familjen snokar.
Arten förekommer i Centralamerika från delstaten Veracruz i Mexiko till Panama. Den lever i låglandet och i bergstrakter upp till 1370 meter över havet. Coniophanes bipunctatus vistas främst i fuktiga skogar och i träskmarker. Ibland besöks torra skogar eller landskap intill skogarna. Individerna är aktiva på natten, simmar ofta i vattnet och har fiskar samt groddjur som föda. Honor lägger ägg.
För beståndet är inga hot kända. IUCN listar arten som livskraftig (LC).

## Underarter
Arten delas in i följande underarter:
- C. b. bipunctatus
- C. b. biseriatus